# 哈庫其阿迪格語
Hakuç 方言（Adyghe хьакӀуцубзэ, къaрaцхaибзэ）是一種阿迪格方言，僅生活在土耳其的 Hakuç 部落和位於俄羅斯沿海 Shapsigya 的索契的 Thağapş (Kirova) 村使用。幾個 Şapsug 村莊的居民使用這種方言。 Şapsugs 今天位於黑海沿岸，是高加索地區 Hakuç 殘餘勢力的後裔。
由於 Hakuch 被認為是一個孤立的 Shapsug 氏族，他們的方言與 Shapsug 方言幾乎沒有區別。